# Le Glandasse

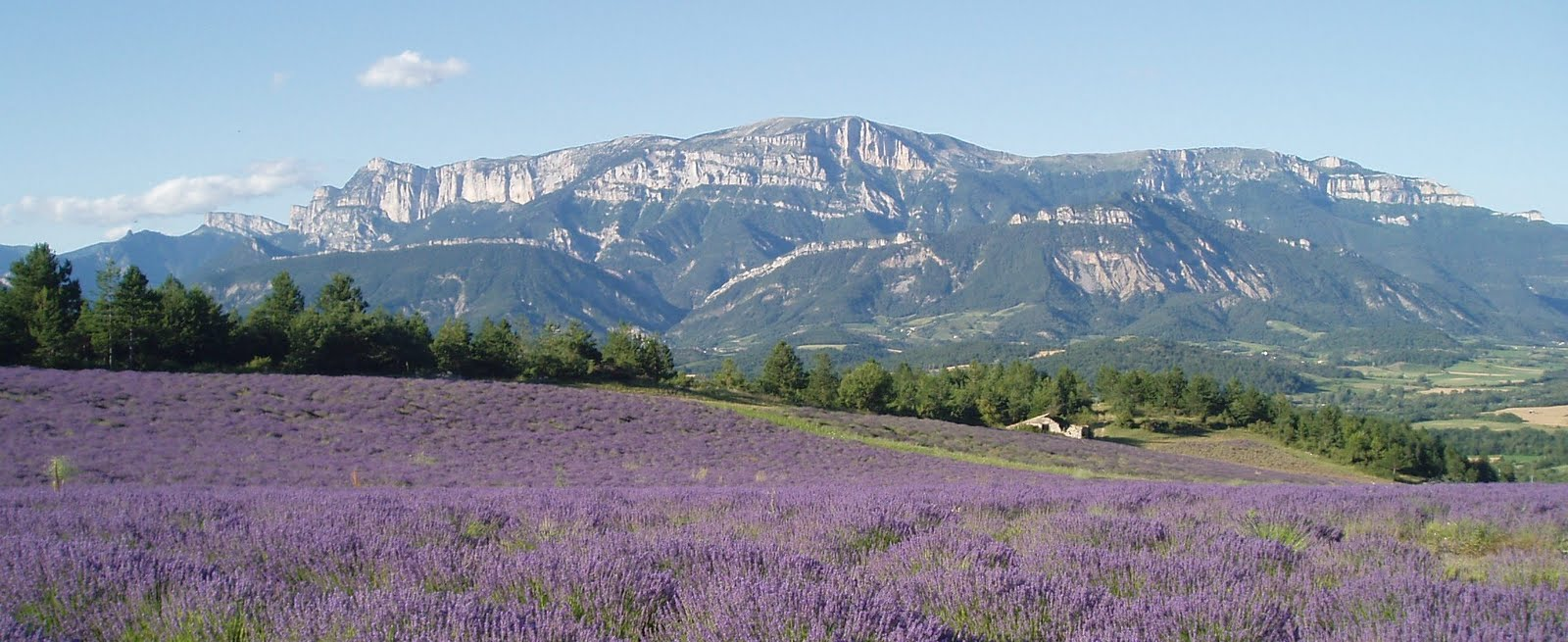
La montagne du Glandasse, vue depuis le village de Barnave.

Le Glandasse ou montagne du Glandasse est située à l'extrémité sud du massif karstique du Vercors, dans le département de la Drôme.
Il s'agit d'un vaste plateau bosselé, d'une altitude moyenne de 1 850 mètres, dans la continuité de celui du Vercors. Son sommet, le Dôme ou Pié Ferré, avec ses 2 041 mètres, est le troisième du département de la Drôme, juste après le rocher Rond (2 456 mètres) et le Jocou (2 051 mètres).
Surplombant de sa masse volumineuse la vallée de la Drôme et le Diois, il attire chaque été une foule de marcheurs avides de découvrir ses beautés cachées. Outre l'attrait du paysage, sa faune et sa flore sont remarquables. Entièrement  comprise dans la réserve naturelle nationale des hauts plateaux du Vercors, la montagne du Glandasse est un paradis pour les mammifères sauvages les plus variés tels les Bouquetins des Alpes et les chamois qui abondent à flanc de coteau, ou les Marmottes des Alpes et autres rongeurs qui attendent les randonneurs sur les hauts plateaux. Les sous-bois sont peuplés d'une multitude de passereaux. Il arrive de croiser quelques Tétras lyres, et  de voir dans le ciel Gypaètes barbus ou Chocards à bec jaune.

## Tourisme et activité

### Activité pastorale
L'activité pastorale, fort ancienne sur les hauts plateaux, est toujours active et l'on croise troupeaux de brebis et bergeries, les gardant à l'abri du loup qui a fait son retour spontanément dans la région et qui parfois, tue une ou deux brebis qui sera laissée aux becs des Vautours fauves eux, réintroduits.

### Escalade
La falaise sud-ouest du Glandasse abrite de nombreuses grandes voies d'escalade (jusqu'à 350 mètres et de haut niveau jusqu'à ED+). L'alpiniste et guide Jean-Claude Droyer s'y est illustré en 1965 en effectuant l'escalade solitaire de la voie de la Pentecôte.

Aspects du Glandasse
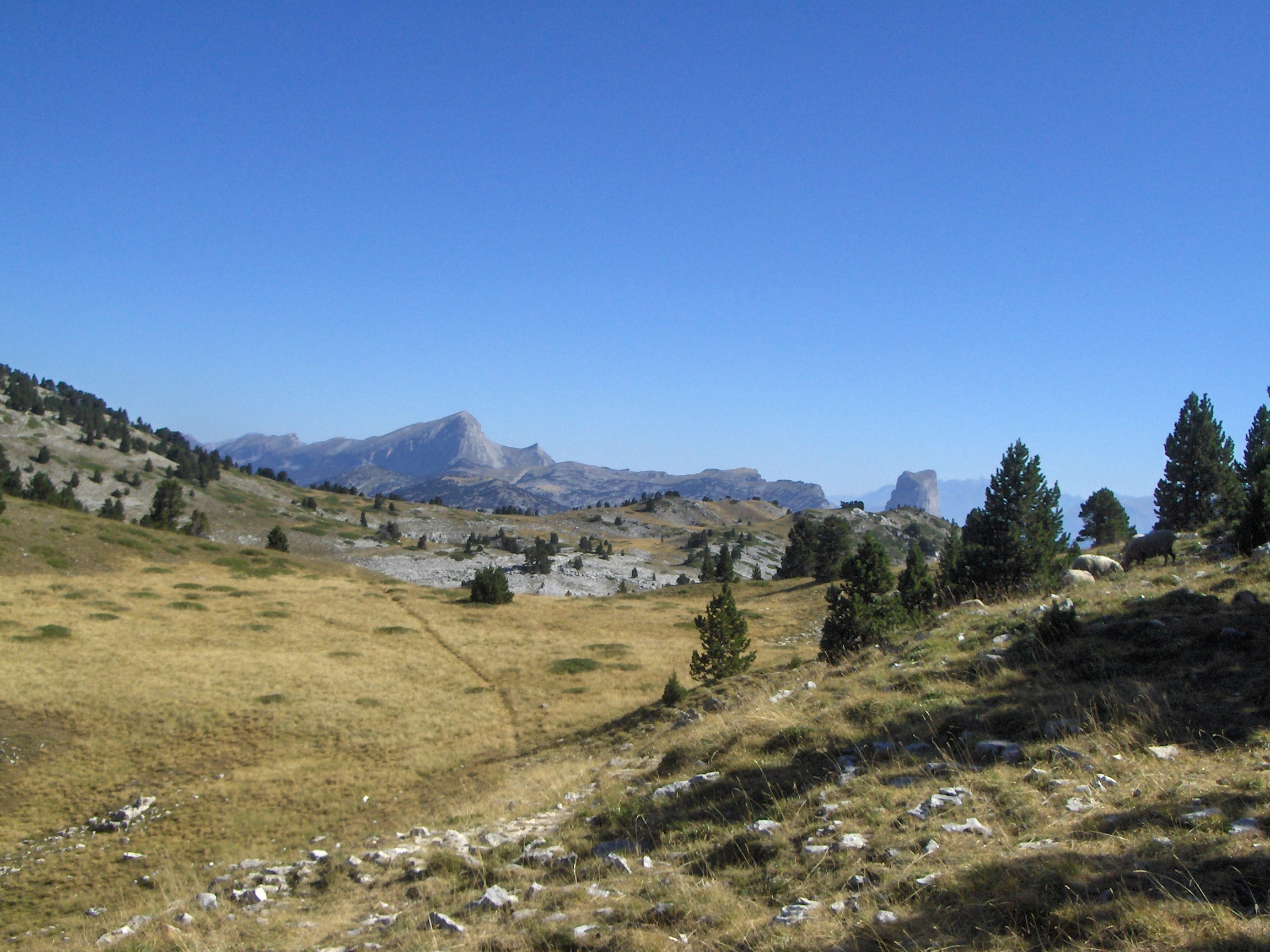
Au loin le mont Aiguille et le Grand Veymont.
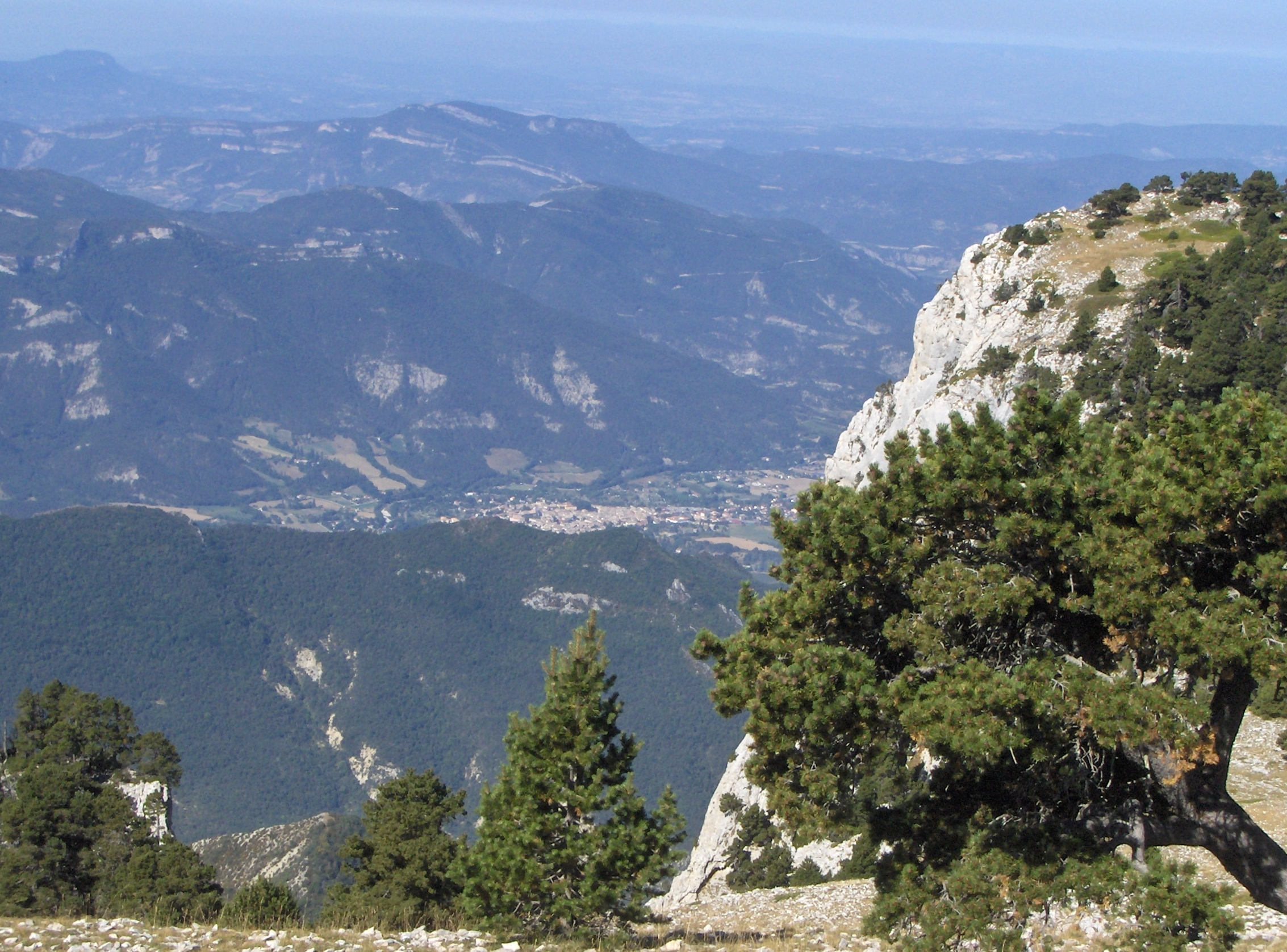
La plaine du Diois située 1 400 m plus bas.
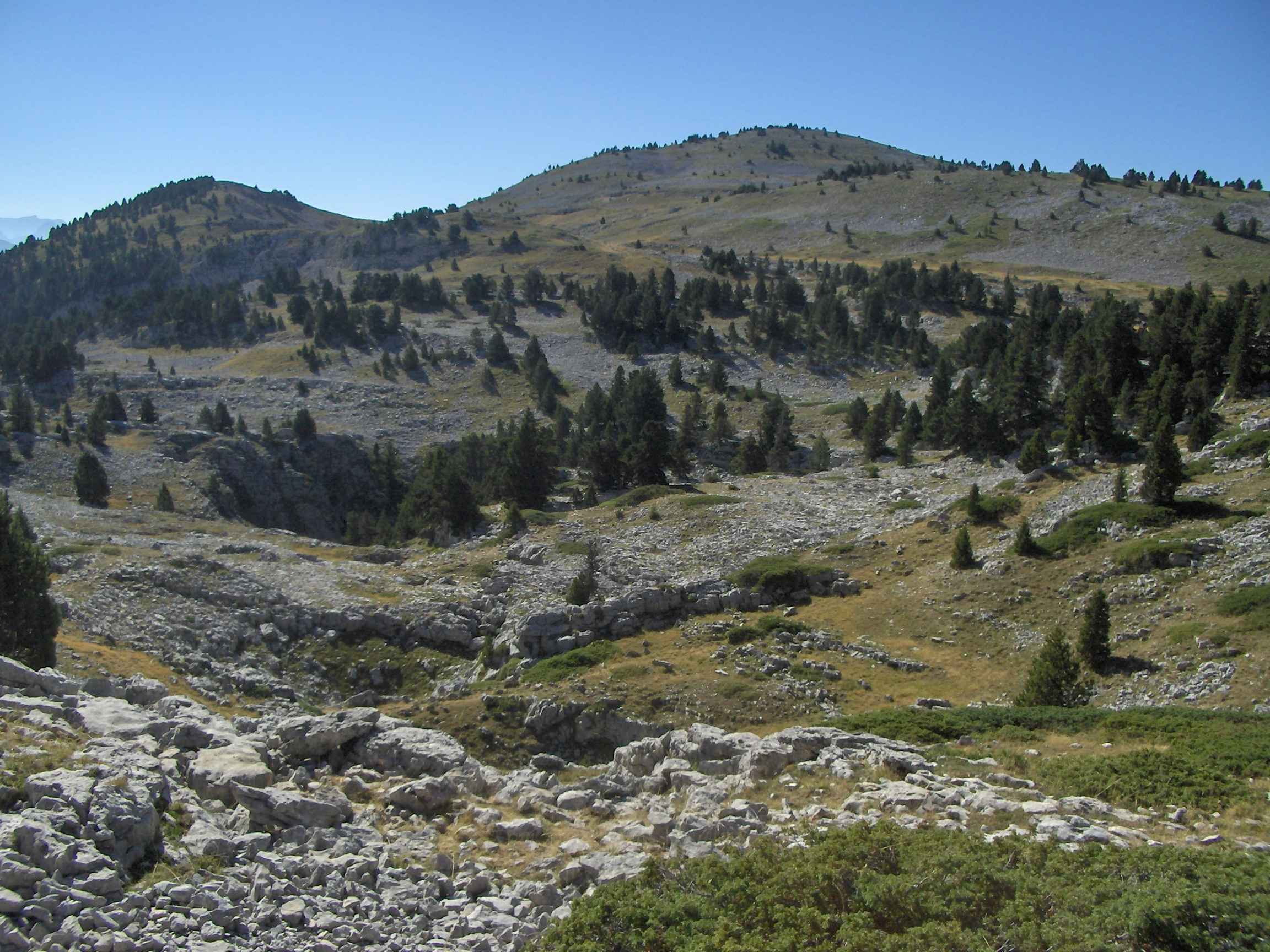
Le Glandasse est composé de calcaire Barrémien supérieur et des gouffres se sont formés dans le lapiaz.
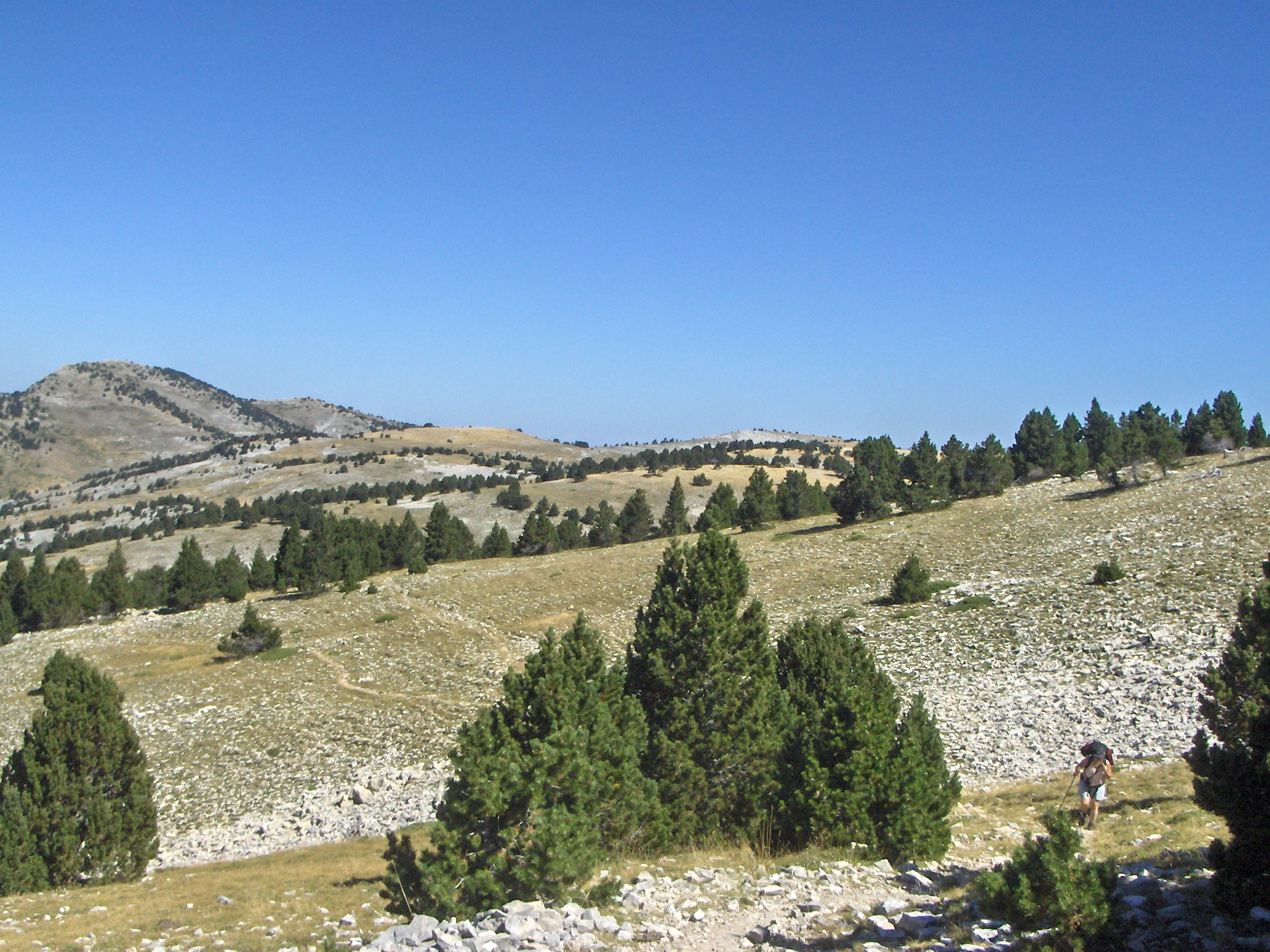
Décor lunaire sur le plateau du Glandasse.
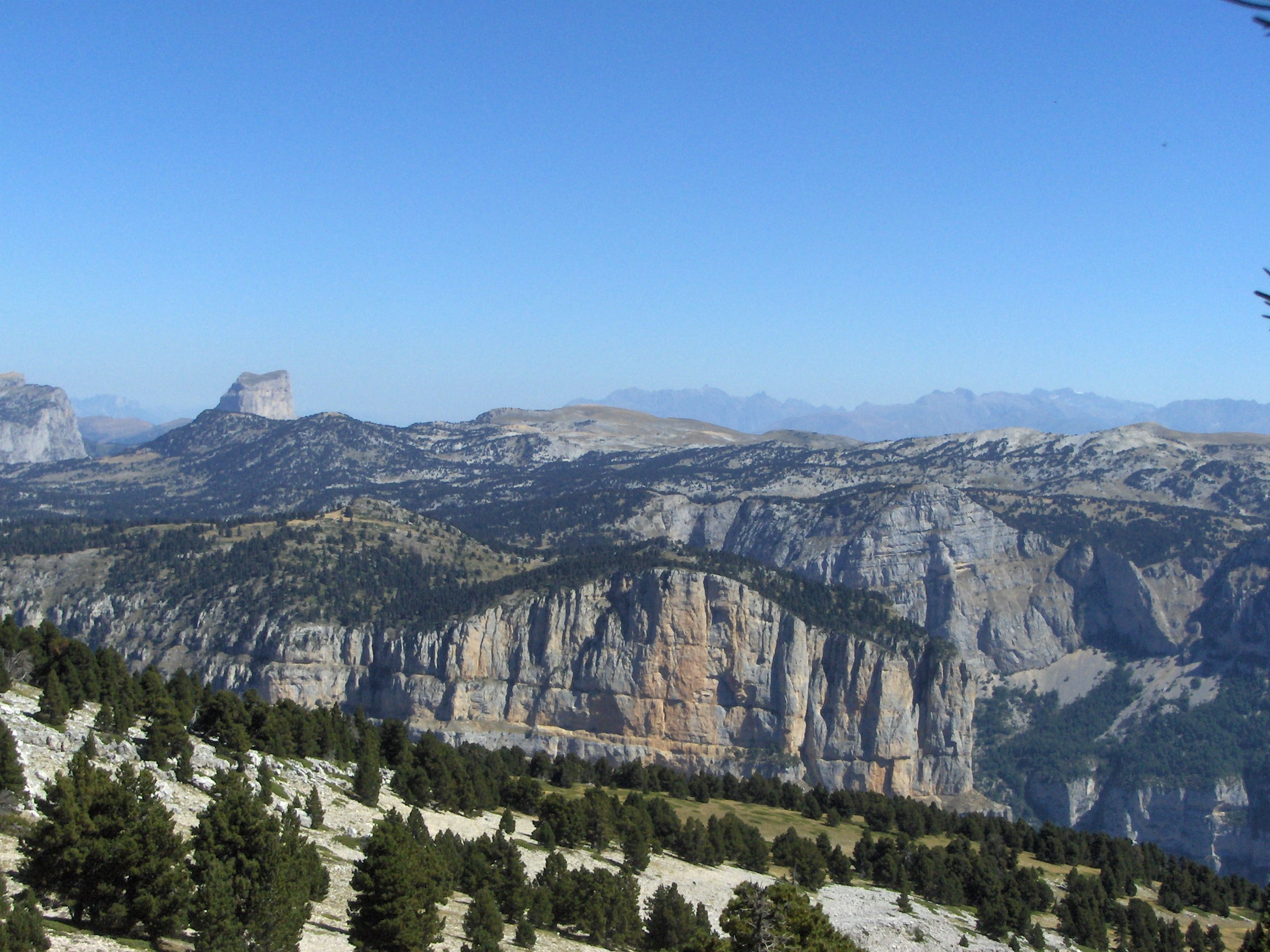
Du plateau du Glandasse vue sur le cirque d'Archiane, la tête du Petit Jardin et au loin le mont Aiguille.
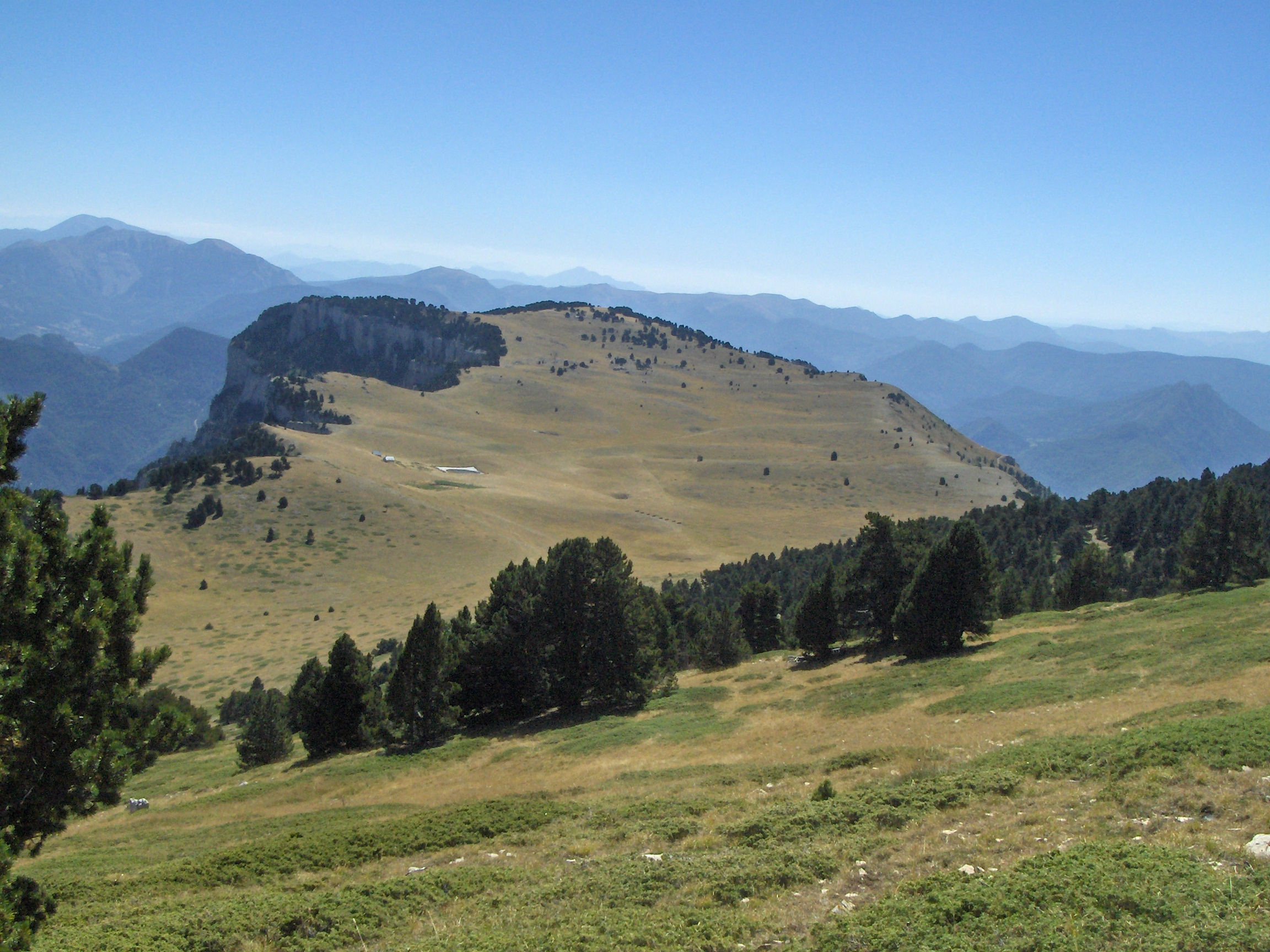
La cabane de Châtillon et l'extrême sud du Vercors.